# 지야 괴칼프

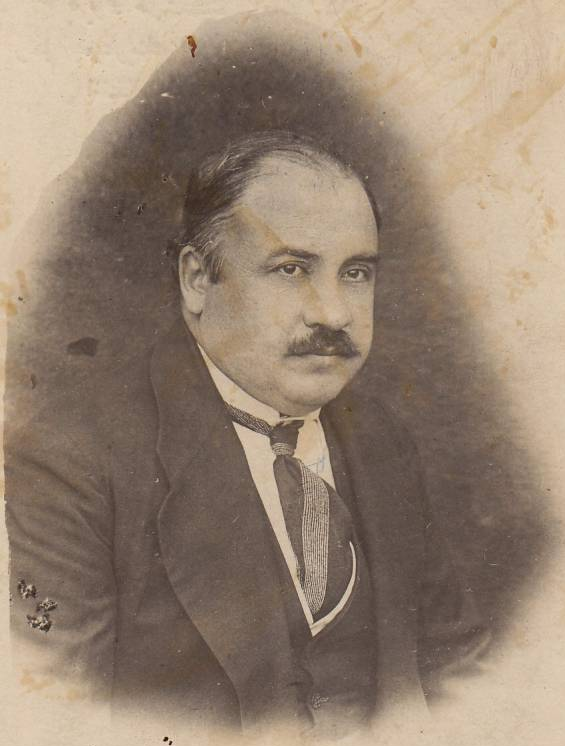

지야 괴칼프(Mehmed Ziya Gökalp, 1876년 3월 23일 ~ 1924년 10월 25일)는 현대 터키의 대표적 사상가이다. 1908∼1909년 '청년 터키당'의 혁명에 가담하였고, 1919∼1922년 케말 아타투르크가 지도한 조국방위 전쟁의 동원과 그 후의 개혁에 커다란 영향을 주었다. 청년 터키당의 정치혁명을 '사회혁명'으로 심화시켜야겠다는 과제를 1911년경부터 자각하고, 1913년경부터는 당대를 위기의 시대로 파악함과 동시에 이상의 맹아기라고 불렀다. 이슬람적 터키 철학을 발전시켰고, 터키의 국민 형성의 활력소로서 민중적인 우애조합(友愛組合) 등 사회조직을 재발견하고, 국민성의 일관성을 역사와 전통을 토대로 하여 방향지었다. 또한 '터키주의'와 이슬람화를 주체적으로 통일하려는 시도가 그의 사상의 중요한 과제였다. 해결방법으로 터키 국민의 관습법 '우루후'를 이슬람의 '계시(啓示)' 텍스트와 동등한 위치로 끌어올리고, 신의 '수나'와 같은 지위를 줌으로써 국민을 내재적인 신에 연결지어 터키주의와 이슬람의 결함을 해결하려 했다.